# Isabelle Delorme
Isabelle Delorme (* 4. November 1900 in Montreal; † 20. Februar 1991 ebenda) war eine kanadische Musikpädagogin und Komponistin.

## Leben und Wirken
Delorme studierte zunächst an der École supérieure de musique d’Outremont. Sie war dann Klavierschülerin von Arthur Letondal und Violinschülerin von Albert Chamberland und Agostino Salvetti. 1918 erhielt sie eine Lehrbefugnis durch die Académie de musique du Québec (AMQ). Zwischen 1929 und 1939 studierte sie Komposition bei Claude Champagne. 1955 und 1956 besuchte sie Sommerkurse bei Nadia Boulanger am Amerikanischen Konservatorium in Fontainebleau.
Von 1943 bis 1969 unterrichtete Delorme Musiktheorie und Solfège am Conservatoire de musique du Québec. Zu ihren Schülern zählten Andrée Desautels, Jacques Hétu, Roger Matton, François Morel und André Prévost. Zwischen 1940 und 1960 entstanden die meisten ihrer einem traditionellen Stil verpflichteten Kompositionen. Ihr Andante wurde 1941 vom Rundfunkorchester der CBC uraufgeführt.

## Werke
- Fantaisie
- Choral et Fugue
- Prélude et Fugue
- Suite
- Berceuse dans le style ancien für Streichorchester oder Klavier
- Andante

## Weblink
- Doreen R. Allison: Isabelle Delorme. In:  Encyclopedia of Music in Canada. herausgegeben von The Canadian Encyclopedia, 14. Dezember 2013 (englisch, französisch).

| Personendaten    | Personendaten                             |
| ---------------- | ----------------------------------------- |
| NAME             | Delorme, Isabelle                         |
| KURZBESCHREIBUNG | kanadische Musikpädagogin und Komponistin |
| GEBURTSDATUM     | 4. November 1900                          |
| GEBURTSORT       | Montreal                                  |
| STERBEDATUM      | 20. Februar 1991                          |
| STERBEORT        | Montreal                                  |